# Мегаминкс

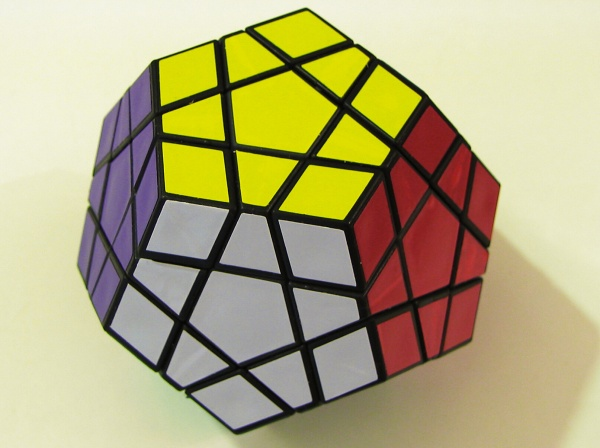
6-цветный Мегаминкс

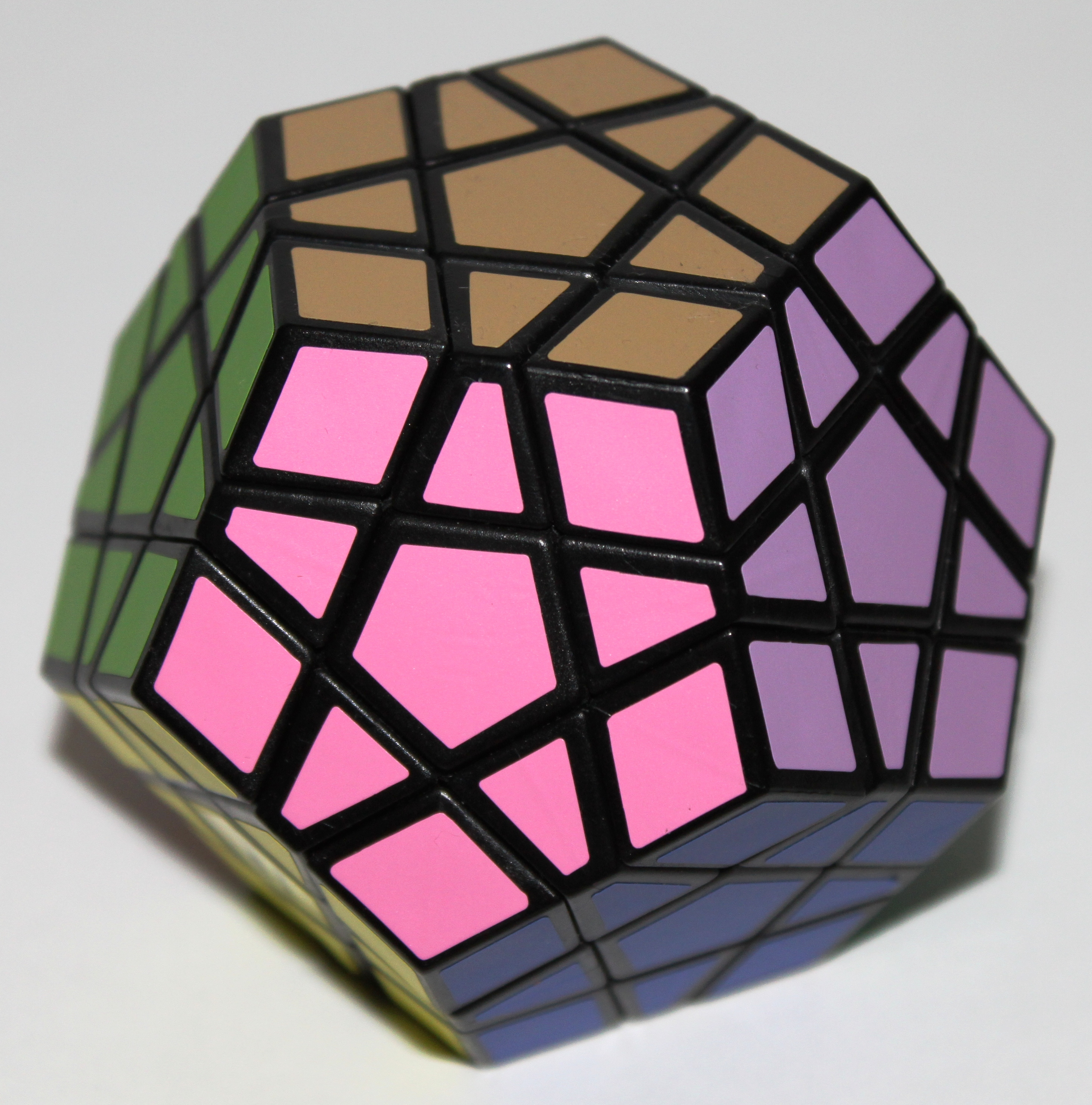
12-цветный Мегаминкс

Мегаминкс (англ. Megaminx) — шарнирная головоломка в форме додекаэдра. Состоит из 62 видимых снаружи движущихся элементов, 50 из которых меняют своё местоположение друг относительно друга и 12 остальных — центров граней, тогда как в кубике таких перемещаемых частей всего 20 при 6 центрах граней. Существуют два основных исполнения мегаминкса: шестицветный и двенадцатицветный. В шестицветном исполнении противоположные грани мегаминкса окрашены в один и тот же цвет.

## История
Мегаминкс, или Волшебный додекаэдр (Magic Dodecahedron), был одновременно изобретён разными людьми и выпускался несколькими различными производителями с небольшими различиями в конструкции. Впоследствии Уве Мёфферт выкупил права на некоторые из патентов и в настоящее время продолжает продавать головоломку в своей сети магазинов под торговой маркой «Мегаминкс». Вариант головоломки с немного отличными пропорциями под названием «Венгерская сверхновая», изобретённый Кристофом Банделоу, был выпущен несколько ранее Мегаминкса.

## Способы решения

Послойный метод сборки

Несмотря на то, что головоломка выглядит гораздо сложнее кубика Рубика и имеет гораздо большее количество возможных положений, собрать Мегаминкс ненамного сложнее, чем стандартный кубик Рубика 3x3x3. Причина в том, что структура каждой пятиугольной грани головоломки во многом аналогична квадратным граням куба. В головоломке нет частей, которые бы не имели аналога в кубике Рубика. Большинство техник и алгоритмов, применяемых для решения кубика, могут быть адаптированы и для Мегаминкса. Исключение составляют алгоритмы, использующие повороты среднего слоя, которые здесь невозможно реализовать. Также необходимо обратить внимание на следующую особенность: двойной поворот какой-либо грани в схеме сборки кубика Рубика может быть осуществлён как по часовой, так и против часовой стрелки: оба эти движения приводят к повороту грани на 180°; при адаптации же алгоритма для Мегаминкса следует учитывать, что на некубической фигуре такие повороты перестают приводить к тождественному результату, поэтому следует чётко понимать и различать направления вращения в алгоритме, который игрок пытается адаптировать.
Шестицветный вариант скрывает в себе дополнительную неочевидную сложность: головоломка содержит пары одинаковых по окраске частей. Тем не менее, хотя они визуально неотличимы, возможна ситуация, когда головоломка может быть решена только после перестановки «одинаковых» фрагментов, то есть переведена в другое, но визуально неотличимое состояние.

## Комбинаторика
Оба варианта головоломки имеют по 20 угловых элементов и 30 рёберных (соответственно количеству вершин и рёбер додекаэдра). В обоих случаях возможны только чётные перестановки, независимо от расположения остальных фрагментов. То есть, в отличие от кубика Рубика, где возможно поменять местами два угловых фрагмента и два рёберных, в Мегаминксе добиться ситуации, чтобы были поменяны местами только они, невозможно.

### 12-цветный
Имеется 20!/2 способов расположить угловые фрагменты и 319 возможных способов ориентировать их, поскольку ориентация последнего угла однозначно определяется из предыдущих. Разместить по головоломке фрагменты рёбер можно 30!/2 способами и (опять же помня, что последний зависим от предыдущих) мы можем задать 229 вариантов перемены цветов в каждом из них. Подведём итог комбинаторной задачи:
{\displaystyle {\frac {20!\times 3^{19}\times 30!\times 2^{29}}{4}}\approx 1,01\times 10^{68}}
Точное значение составит 100 669 616 553 523 347 122 516 032 313 645 505 168 688 116 411 019 768 627 200 000 000 000 возможных вариантов состояния головоломки.
Нижняя оценка числа Бога для 12-цветного Мегаминкса составляет 48 поворотов граней на любой угол. Точное значение числа Бога для Мегаминкса пока неизвестно.

### 6-цветный
У шестицветного варианта имеются пары неотличимых деталей. Угловые детали можно различить, поскольку фрагменты с одинаковым набором 3 цветов будут зеркальными отображениями друг друга. Но вот рёбра уже неотличимы — их в головоломке насчитывается 15 пар. Вспоминая о зависимости последней детали от предыдущих, мы должны поделить итоговое число на 214. Перепишем предыдущую формулу:
{\displaystyle {\frac {20!\times 3^{19}\times 30!\times 2^{15}}{4}}\approx 6,14\times 10^{63}}
Это число точно запишется как 6 144 385 775 971 883 979 645 753 925 393 402 415 081 061 792 664 780 800 000 000 000.

## Варианты додекаэдрических головоломок

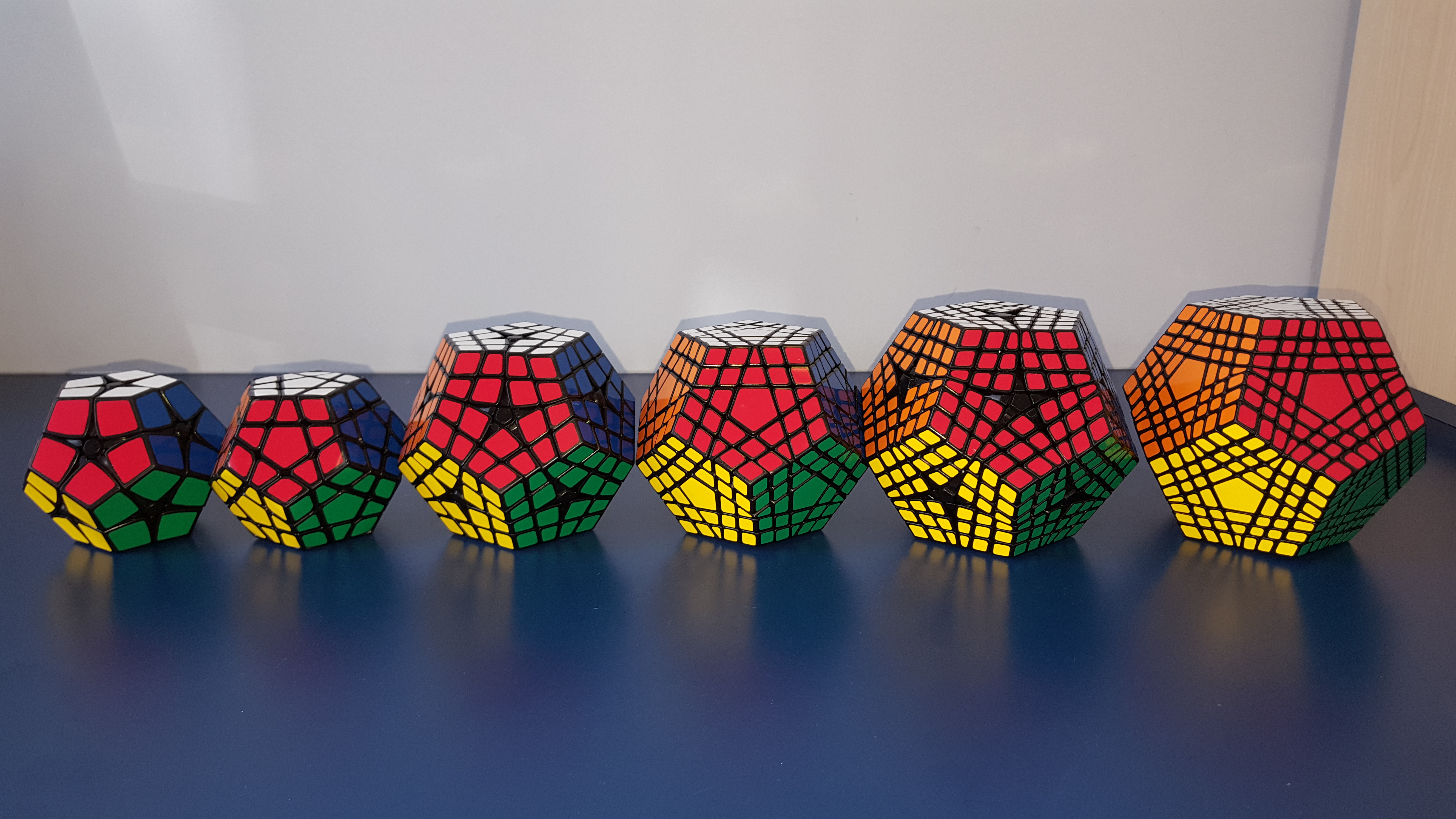
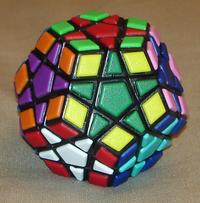
Узор на 12-цветном Мегаминксе
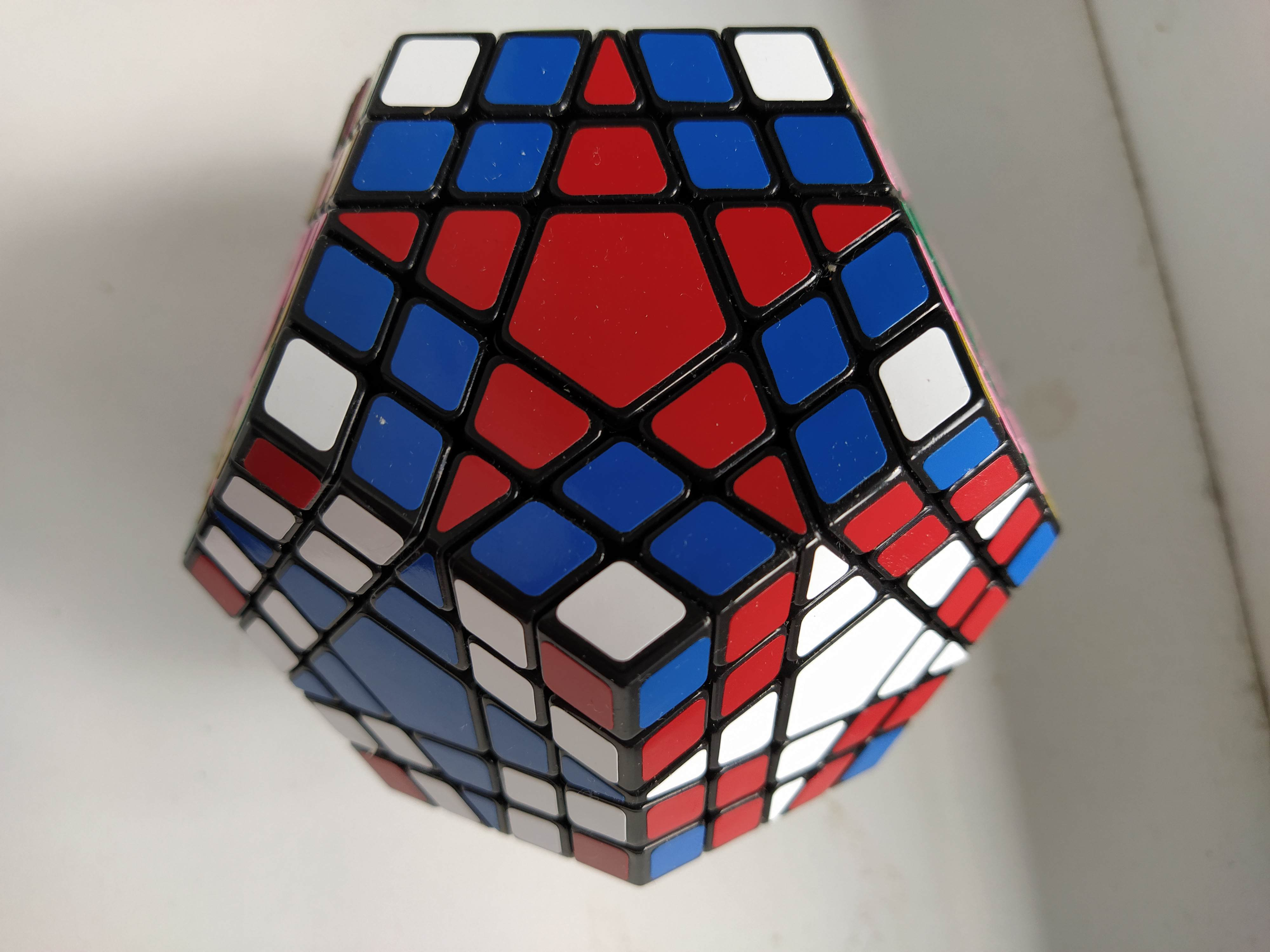
Узор на Мегаминксе 5×5, также известном как Гигаминкс

Кроме стандартного мегаминкса существуют головоломки-додекаэдры с аналогичным устройством, но с бо́льшим количеством элементов, подобно тому как кроме обычного трёхслойного кубика Рубика есть 4x4x4, 5x5x5 и т. д. В случае мегаминкса три цифры нагляднее представить не как количество слоёв, а как количество элементов на каждом из трёх рёбер, выходящих из вершины. Такие головоломки называются гигаминкс, тераминкс, петаминкс,
эксаминкс,
зеттаминкс.
Метт Банер сделал в 2014 году «иотаминкс», додекаэдрический аналог кубика 15х15х15. В 2021 году фирма Shengshou выпустила зеттаминкс в массовую продажу. В августе 2021 года пользователь на Youtube corenpuzzle(Корен Бротон) сделал аналог мегаминкса 19х19х19, которому дал название Atlasminx. 10 мая 2022 года он же сделал мегаминкс 21х21х21, который состоит из 5993 деталей и весит более 10 килограммов.

### Киломинксы
Есть и варианты головоломок-додекаэдров, называемые киломинксами — этим словом иногда называют додекаэдры размеров 2х2х2, 4х4х4, 6х6х6 и 8х8х8. 4х4х4 называется мастер киломинкс, 6х6х6 — элитный киломинкс, 8х8х8 можно назвать королевским киломинксом. Чётные додекаэдры имеют врезающиеся плоскости, но позже их стали делать с криволинейными щелями подобно треугольнику Реле. Но такие версии стали больше похожи на нечётные версии, просто с урезанными деталями и заменой их на щели. Для того, чтобы сделать чётные минксы с прямолинейными разрезами, надо, чтобы на каждой грани рисунок был из пересечения отрезков, соединяющих середины, трети, четверти… сторон. В таком случае получится то, что внутренние детальки будут маленькими, но видимыми и со своими цветами. И самые первые мегаминксы (Венгерские суперновы) имели такие рисунки на гранях. Рёбра пересекались посередине (в остальных мегаминксах рёбра в форме трапеции и не доходят до середины). По такой логике чётные минксы и нечётные-почти одинаковые, и отличие только в выполнении и разрезах. Современные мегаминксы — 3х3х3 додекаэдры, а оригинальная версия Hungarian Supernova — 2х2х2, но она тоже является 3х3х3 одновременно с этим, так как все детали присутствуют снаружи и видны. Прямолинейный мастер киломинкс — обычный гигаминкс, где центральные рёбра в форме треугольников, а более «пропорциональная» версия гигаминкса — от фирмы mf8, где центральные ребра имеют форму трапеции. Поначалу может показаться, что, начиная с тераминкса и далее, прямолинейные четные и нечётные додекаэдры совпадают, но такое утверждение ошибочно. Тераминкс и петаминкс от mf8 не являются пропорциональными, так как из-за поверхностного натяжения сторон центральные треугольники на рёбрах имеют основания, равные длине рёбер параллелограммов, чего не может быть, если равнобедренный треугольник имеет угол в 36 градусов у вершины вместо 60. Это противоречие возникает, так как боковые стороны треугольника — это рёбра винговых рёберных деталей, их длина больше, чем измерения на параллелограммах массивов центров и остальных винговых рёбрах, однако из-за того, что винги рёбер постепенно уменьшаются в длине к углам и становятся равными с угловыми элементами и форма додекаэдра стремится к шару, это может не сразу бросаться в глаза.

### Прочие
Как и сиамские кубики, существует и аналог с мегаминксом. Его называют «сиаминкс», «сиамские мегаминксы» и, что чаще всего, «мегамейт».
Всякие забандаженные вариации, где некоторые элементы склеены.
Кроме того, существуют головоломки в форме правильного додекаэдра, расположение деталей в которых при этом не соответствует додекаэдрической симметрии. Примерами являются скьюб-триаконтаэдр или двойственный мегаминксу икосаэдр Трайбера (или икосаминкс).
Очень часто делают из мегаминкса бочкоминкс или баррельминкс (barrelminx). Он может быть идеальным цилиндром или десятиугольной призмой, которая близка и стремится к форме цилиндра. Для расположения цветов и сторон лучше всего подойдёт вариант обклеить послойно или как стороны десятиугольной призмы.
Существует кроссминкс. Как и с пирамидкой (Volcano) или с кубиком Рубика (Cross cube), на грани добавлены дополнительные, которые полностью функциональные.
В 2015 году фирма WitEden выпустила головоломку, представляющую собой гибрид 2х2х2 и мегаминкса. Геометрия позволяет ей в некоторых случаях даже вращать пятиугольные грани на 180 градусов, что на обычном мегаминксе абсолютно невозможно. Фирма WitEden позже сказала, что разрабатывает новую версию того мегаминкса, так как сама слышала о том, насколько плохо и туго вращается конструкция. Изначально была изобретена французским инженером Грегуаром Пфеннигом (Grégoire Pfennig) и называлась Арлеминкс. Первый прототип отличался от массовопроизведённой игрушки центральными деталями — они были просто разделены, на них не было фиксированных кругов.
В 2016 году Натан Вилсон трансформировал мегамоид-2 в тетраэдр и назвал его Pyramoid. Фигура строится путём наращивания деталей до той точки, где они все сходятся. Если по той же логике проделать операцию с обычным мегамоидом, где сточены 2 стороны, а не 3, то получится тот же киломоид. В 2019 году он сделал по этой же идее, но видоизменённой, ракетный гигаминкс (Giga Rocket). Но в отличие от мегаминксовской версии, слои не заблокированы, основание вогнуто, а 3 стороны выполнены «двойным кругом», что придает головоломке вид, будто они являются дополнительными гранями (англ. babyfaces), как это было в кроссминксе. Но в реальности же они являются такими же, как и остальные детали, которые были удлинены.
В конце 2020 года перед Новым Годом Натан Вилсон сделал из гигаминкса головоломку, которую он назвал «снежинкой». Несмотря на то, что все было готово и даже обклеено наклейками, автор назвал самоделку провальной, так как не все детали удалось отшлифовать ровно.
Dogic — по принципу Pyraminx Ultimate/Octic, но с мегаминксом. Головоломка появилась раньше. Все детали, кроме углов от киломинкса, становятся спрятанными внутри и невидимыми. Эти углы сделаны в форме равностороннего треугольника. На 12 сторон добавлены дополнительные слои, как в кросс кубе, но рёберных и центральных кусочков не видно. Сама головоломка в форме икосаэдра. Двойственна кроссминксу.
Кристальная пирамидка — более глубокий разрез киломинкса. От пересечения образуются «рёбра-кристалики».
Баугиния — рекс додекаэдр. Двойственная головоломка — Лучевик 2.
Пентаграмма — у баугинии спрятаны рёбра дино додекаэдра, но добавлены углы на каждой из 20 вершин. Каждый поворот задевает 3 соседних угла. Двойственная головоломка — звезда Эйтана (лучевик 4).
Баугиния 2, но изначальное название — лучевой додекаэдр 3, — есть и рёбра от дино додекаэдра, и углы от пентаграммы.
Если мегаминкс усечь до усеченного икосаэдра, на шестиугольники наклеить круглые наклейки и на пятиугольниках разрезать каждую на 3 части и вырезать линии как на дино додекаэдре, то получится аналог императорского пентультимейта в форме футбольного мяча (усечённого икосаэдра), совмещённый с дино футбольным мячом. Шестиугольники имеют форму среднюю между кругом и треугольником. Секрет в том, что если нарисовать на футбольном мяче линии, как на скьюбе и представить, как бы он вращался и в каких плоскостях, то стало бы ясно, что он бы не вращался. Из возможных поворотов были бы только дино и только на шестиугольниках. Из-за того, что пятиугольники расположены не по соседству, линии на них не соединяются, что не давало бы вращать.

#### Звёздчатые
Звезда Александера — звёздчатый додекаэдр. У мегаминкса прячутся угловые элементы, а рёбра удлиняются до максимума, пока не пересекутся его плоскости. 5 деталей под каждой из звёзд одинакового цвета. Это можно проделать с туттминксом. Такой вариант называется Сверхзвезда.
Звездоминкс 2 — еще более глубокий разрез после кристал пираминкса. Пересекаясь, линии дают пятиугольные центры и лепестки вокруг них.
Пышный звездоминкс — звездоминкс 2, выполненный с криволинейными разрезами.
Мастер пентультимейт — звездоминкс 2 с дополнительными уголками от мастер скьюба.
Пентультимейт — самый глубокий разрез из возможных. Это додекаэдрический аналог скьюба (не путать со скьюбом-ромбододекаэдром и модификацией кубика 3х3х3 в форму додекаэдра).

#### Шарообразные
Шароминкс — мегаминкс в форме шара. Самый первый шарообразный мегаминкс сделан по аналогии с туттминксом 1 с кривыми разрезами, но равными основаниями деталей. Самодельные варианты есть из гигаминкса (сделал Трайфум) и петаминкса (сделал Тони Фишер). Тони Фишер делал два экземпляра из петаминкса, на каждый ушло по 80 часов. В отличие от кубов, шарообразные минксы, большие 4, возможны с пропорциональными деталями и прямолинейными разрезами, так как додекаэдр больше близок и стремится к шару, чем куб. Если срезать глубже, чем на один наклон, то разрезы уже будут изогнутыми. Для додекаэдра с большим числом слоёв (5,7,9) достаточно урезать один уровень, чтобы фигура стала похожей на шар, но у куба, где больше 4 слоёв, если отрезать массивы рёбер и углы, не трогая ничего остального, то такая фигура больше будет похожа на куб с закругленными рёбрами, чем на шар.

#### Додекаэдроиды
Возможны додекаэдральные кубоиды («додекаэдроиды»). Они делаются путём стачивания 2 или более слоёв. Так были сделаны киломоид, мегамоид, мастер киломоид, гигамоид, терамоид и петамоид. Натан Вилсон как-то сделал из мегаминкса головоломку, которую он назвал «megamoid v2», являющуюся тем же мегамоидом, но не с 2, а с 3 сточенными слоями, но на самом деле такой пазл слабее размешивается и проще собирается.
Додекаэдр-вертолет
Дино додекаэдр

#### Hexaminx
В 2007 году Тони Фишер сделал из мегаминкса hexaminx, по сути превратив додекаэдр в куб путем спиливаний и наращиваний. Куб был с прямыми разрезами, но потом появились хексаминксы с криволинейными разрезами. Позже через несколько лет появились их биг-версии (gigahexaminx и terahexaminx), которые без кривых разрезов невозможны. Из чётных минксов тоже были сделаны kilohexaminx и master kilohexaminx, но они невозможны без щелей и отверстий, иначе плоскости будут врезаться друг в друга.
Hexaminx можно превратить дальше в тетраэдр, получится головоломка, которая называется «тетраморфикс». У неё есть 2 варианта: с ровными гранями и со скругленными. Последний вариант называют «reuleauxminx»(читается: «релеминкс») по его форме, являющуюся тетраэдром Рело, то есть средней между тетраэдром и шаром. Версия сделана также из гигаминкса и киломинкса. Прямолинейный нескругленный релеминкс возможен, но не все детали будут видны снаружи. Остальные детали можно оставить бесцветными или наклеить в соответствующий цвет, который посмотреть можно будет только когда эта деталь встанет на место другой детали, которая была видна снаружи.

#### Сумасшедшие мегаминксы
Сумасшедшие мегаминксы, где на каждой грани есть круг, который может либо фиксироваться, либо вращаться как обычная грань. Есть 8 вариантов, названных в честь планет Солнечной системы, отличающихся по расположению и количеству фиксированных и подвижных слоев. В теории возможно гораздо больше таких вариантов и комбинаций.
Передовые сумасшедшие мегаминксы. Как и в планетах, на каждой грани есть круги, часть из которых подвижные или фиксированные, но угловые элементы не затрагиваются и не попадают вовнутрь кругов.
Бермудаминксы. На некоторых гранях есть фигуры 3 или 4-угольников, которые могут блокировать некоторые повороты. Также есть 8 вариантов-планет.
Багуаминкс/солнцеминкс — додекаэдрический аналог Восемь триграмм (Багуа) куба.
Большой ковш (Big Dipper) — аналог багуа в форме
трапециевидно-ромбического додекаэдра.
Куллинан — аналог багуа в форме пентагональной дипирамиды.
Глаза Небес (Heaven’s eyes) — принцип багуа, проделанный с сумасшедшей кометой.